# 밝기

먼셀 색상 모델의 세 가지 색상. 각 색상은 동일한 인식 단계에서 위에서 아래로 값이 다르다. 오른쪽 열은 인지된 색상에 극적인 변화를 보인다.

밝기(lightness)는 휘도(L)를 시각적으로 인식하는 것이다. 비색법에서 비슷한 조명의 물체를 기준으로 판단되는 경우가 많다. 측색 및 색상 외관 모델에서 밝기는 조명된 색상이 표준 관찰자에게 어떻게 나타날지에 대한 예측이다. 휘도는 빛의 선형 측정인 반면 밝기는 해당 빛에 대한 인간의 인식을 선형적으로 예측한다.
이러한 구별은 인간 시각의 밝기 인식이 빛에 비해 비선형적이기 때문에 의미가 있다. 빛의 양을 두 배로 늘려도 인지되는 밝기는 두 배로 늘어나는 것이 아니라 단지 약간의 증가만 있을 뿐이다.
지각상의 밝기에 대한 기호는 일반적으로 CIECAM02에서 사용되는 J 또는 CIELAB 및 CIELUV에서 사용되는 L*이다. L은 휘도에 사용되므로 구별된다. 먼셀 색 체계와 같은 일부 색상 순서 체계에서는 밝기가 값으로 참조된다.
키아로스쿠로와 테네브리즘(Tenebrism)은 둘 다 값의 극적인 대조를 활용하여 미술을 극적으로 고조시킨다. 아티스트는 음영 처리, 미묘한 값 조작을 사용할 수도 있다.

## 같이 보기
- 명도